# فرهاد یوسفوف
فرهاد یوسفوف (زاده ۱۰ مه ۱۹۵۶، مسکو، اتحاد جماهیر شوروی) کارگردان، بازیگر، فیلمنامه‌نویس، تدوینگر، تهیه‌کننده اهل کشور اتحاد جماهیر شوروی و کانادا است. وی اکنون با نام «مارک جوزف» شناخته می‌شود و ساکن کانادا است. از فیلم‌هایی که وی در آنها نقش آفرینی نموده‌است، می‌توان به فیلم افسانه سیاوش اشاره نمود.